# Vườn quốc gia Laguna Blanca
Vườn quốc gia Laguna Blanca là một vườn quốc gia nằm ở phía tây của tỉnh Neuquén, Argentina, gần thị trấn Zapala.
Được thành lập vào năm 1940 với diện tích 112,5 km², nó bảo vệ khu vực tự nhiên của vùng đầm phá và xung quanh đầm phá Blanca, đặc biệt là số lượng lớn của những con Thiên nga cổ đen (Cygnus melancoryphus) cư trú tại đây. Các đầm phá nằm ở thảo nguyên Patagonia, bao quanh bởi đồi núi và hẻm núi.
Đây là khu vực quan trọng trong việc bảo tồn số lượng lớn của một số loài chim ở Argentina và đã được công nhận là khu Ramsar về vùng đất ngập nước có tầm quan trọng quốc tế. Gần đầm phá là các hang động Salamanca, là một khu vực lịch sử, nơi sinh sống của con người tiền sử và người Mapuche, với nơi những bức tranh đá điển hình của miền bắc Patagonia.